# Izrael a Evropská unie
Tento článek popisuje vztahy mezi Evropskou unií a Státem Izrael.

## Vztahy Evropské unie a Izraele

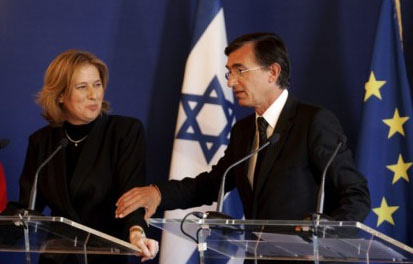
Izraelská ministryně zahraničí Cipi Livni a její francouzský protějšek Philippe Douste-Blazy

Podle vzoru Euro-mediterráního partnerství, které stanovuje vztahy mezi Evropskou unií a jejími partnery v jižní části Středozemního moře, byla v roce 2004 přijata Dohoda o evropsko-izraelském partnerství, která položila základy právním vztahům mezi Izraelem a EU.
Dohoda s Izraelem zahrnuje program volného obchodu pro průmyslové zboží, zvýhodněné podmínky pro obchod se zemědělskými produkty (nová dohoda vstoupila v platnost v roce 2004) a otevírá možnost větší liberalizace obchodu v roce 2005 v oblasti služeb a farmářských produktů. Dohoda o partnerství byla podepsána v Bruselu 20. října 1995 a v platnost vstoupila 1. června 2000 poté, co byla ratifikována parlamenty 15 členských států, Evropským parlamentem a Knesetem. Nahradila tak dřívější Dohodu o spolupráci z roku 1975.
Dohoda o partnerství ustanovila dva hlavní orgány pro euro-izraelský dialog. Rada Evropsko-izraelského partnerství (na ministerské úrovni) a Komise Evropsko-izraelského partnerství (na úrovni vyšších úředníků) se setkávají v pravidelných intervalech k diskusi nad politickými a ekonomickými záležitostvi, stejně jako k bilaterální nebo regionální spolupráci.

### Obchodní vztahy
Obchod mezi EU a Izraelem je veden na základě Dohody o partnerství. Evropská unie patří mezi hlavní izraelské obchodní partnery. V roce 2004 přesáhl objem celkového bilaterálního obchodu (mimo diamantů) 15 miliard €. Celkem se EU na izraelském exportu podílí 33 % a na izraelském importu pak 40 %.
Celkový obchod (27 členských států) s Izraelem vzrostl z 19,4 miliard € v roce 2003 na 21,36 miliard € v roce 2004. Export z EU do Izraele dosáhl v roce 2004 12,75 miliard €, zatímco import z Izraele byl 8,6 miliard €.

### Podpora mírového procesu
Evropská unie přikládá velký význam nalezení dohody v arabsko-izraelském konfliktu a podpoře iniciativ podporujících mírový proces. Pro tuto problematiku byl jmenován Speciální vyslanec pro blízkovýchodní mírový proces Marc Otte. Dále se angažuje v podpoře tzv. Blízkovýchodního kvartetu (EU, USA, Ruska a OSN), jeho programech pro humanitární a jinou pomoc palestinským Arabům na Západním břehu Jordánu a v Pásmu Gazy.